# دریاچه خار (خوود)
دریاچه خار (به لاتین: Khar Lake) یک دریاچه در مغولستان است که در فرورفتگی دریاچه‌های بزرگ مغولستان غربی واقع شده‌است.